# Черномуцунест сеносъбирач
Черномуцунест сеносъбирач (Ochotona curzoniae) е сравнително едър високопланински зайцевиден бозайник от род Сеносъбирачи обитаващ района на Тибетското плато.

## Разпространение
Черномуцунестите сеносъбирачи обитават платото на Тибет и прилежащите райони, като западната част на Китай, в северната част на индийския щат Сиким, и в северен Непал. Обитават райони на надморска височина от 3100 до около 5300 метра.

## Описание
Черномуцунестите сеносъбирачи са едри гризачи наподобяващи на външен вид на хомяк. Дължината на тялото при възрастните е около 25 cm и тегло около 200 грама. Космената покривка е къса и гъста, сивокафява на цвят с жълтеникав оттенък на краката и гърба. Особен белег е черната кожа по муцунката, което е и причина видът да бъде наречен така.

## Начин на живот
Гризачите са активни главно през деня. Обикновено живеят в моногамни семейни групи състоящи се от двойка и няколко млади индивида от едно или две котила. Обитават дупки в земята, които могат да бъдат много дълги и да достигнат до 8 метра. На дълбочина обаче дупката не надвишава 40 cm. Всяка от тях има само един вход. Охраната на територията и наблюденията за възможни опасности са дело изцяло на мъжките. Самките се грижат за потомството и за поддържането на жилището.

## Хранене
Черномуцунестите сеносъбирачи са изключително растителноядни. Консумират всевъзможни треви и лишеи, които могат да открият при суровите условия на живот.

## Размножаване
Представителите на вида са особено плодовити. Бременността продължава около 21 — 25 дни. Раждат от две до пет малки. Кърменето продължава около три седмици. Напролет на около 5 — 10 месечна възраст младите напускат родителската територия и образуват нови семейства. Средната продължителност на живота рядко надвишава две години. Това е свързано както със суровите условия на средата, в която живеят, така и на много болести сред които и паразитни.